# Elezioni generali nelle Kiribati del 2024
Le elezioni generali nelle Kiribati del 2024 si sono tenute il 14 agosto (I turno) ed il 19 agosto (II turno) per il rinnovo del Maneaba ni Maungatabu, il parlamento del paese, e, successivamente, il 25 ottobre per l’elezione anche della Presidenza.

## Sistema elettorale

### Parlamentari
Per le elezioni parlamentari, la legge elettorale gilbertese prevede l’applicazione di un sistema maggioritario a plurimo turno modificato: difatti, sebbene per essere eletti sia necessaria una classica maggioranza assoluta delle preferenze (50%+1) e, qualora ciò non avvenga, si attui un altrettanto classico ulteriore turno di votazione a cinque giorni dal precedente, la peculiarità del sistema risiede nel fatto che quest’ultimo, attuandosi in 23 collegi plurinominali, si determina essenzialmente come un sistema maggioritario limitato dove gli elettori possono esprimere all’inizio tanti voti di preferenza quanti sono i candidati da eleggere per quella circoscrizione più due, con i candidati che ottengono il minor numero di voti eliminati istantaneamente.
Al secondo turno, invece, il numero di voti esprimibili si riduce al numero di seggi da colmare e i candidati risultano dunque eletti secondo un semplice principio di maggioranza relativa (Plurality). Qualora, tuttavia, si dovesse raggiungere, a questo punto, un pareggio di voti, un ulteriore turno di votazioni sarebbe indetto.
Ufficialmente, i candidati partecipano come indipendenti, sebbene la loro affiliazione sia, nei fatti, spesso nota e chiara.

### Presidenziali
Le elezioni sono altresì fondamentali per l’elezione del Presidente del paese (ex Art. 32 Cost.), poiché le fazioni politiche determinatesi in sede parlamentare, a loro volta, determinano posteriormente chi possa essere candidato alle successive elezioni presidenziali, scegliendo gli individui all’interno di un pool tramite un sistema elettorale autorizzante fino a 4 preferenze (Voto di preferenza), con ciascuno dei nominati che dovrà poi sottoporsi al voto dell’elettorato.
Nello specifico, in sede parlamentare, i candidati sono scelti il prima possibile a partire dalla prima seduta e direttamente con voto a maggioranza da tre o quattro candidati nominati, da e tra i membri della Camera dell'Assemblea. Se vengono ricevute solo tre o quattro candidature, lo Speaker dichiara, senza voto ulteriore, che quei membri sono i candidati per le elezioni, mentre se vengono ricevute più di quattro candidature, il parlamento vota a scrutinio segreto in due turni per eliminare i candidati in eccesso. La Costituzione, dunque, non prevede (prima facie) una situazione in cui vengono nominati meno di tre candidati, ma di fatto le elezioni presidenziali precedenti nel 2020 sono state attuate con solo due candidati. Questo è stato ritenuto costituzionale dall'Alta Corte del paese.
La Presidenza, dunque, dato che ha il ruolo, oltre che di capo di stato, anche di capo del governo e viene fattualmente eletta dalla maggioranza (dato che questa ha il potere di bloccare, con gli opportuni numeri, ogni altra nomina), risulta vincolata, almeno inizialmente, al Parlamento, secondo gli schemi di una repubblica parlamentare mista e di una repubblica presidenziale.
In ogni caso, nel secondo passaggio, ossia quello del voto popolare, la legge elettorale gilbertese prevede un sistema maggioritario secco, secondo cui è dichiarato eletto il candidato che ottenga il maggior numero dei voti (Plurality).

## Risultati

### Elezioni parlamentari
In totale, sono stati eletti al primo turno 26 seggi su 45, mentre i restanti 19 sono stati eletti al secondo turno. Di questi, 33 sono affiliati al Tobwaan Kiribati Party (TKP), 8 a Boutokaan Kiribati Moa Party (BKMP) e 4 sono Indipendenti.
| Circoscrizione          | Candidati                     | Primo turno | Primo turno | Secondo turno | Secondo turno | Esito                          |
| Circoscrizione          | Candidati                     | Voti        | %           | Voti          | %             | Esito                          |
| ----------------------- | ----------------------------- | ----------- | ----------- | ------------- | ------------- | ------------------------------ |
| Abaiang (3)             | Lavinia Teatao Teem           | 1.445       | 52,83       | N.D.          | N.D.          | ✔️ Eletta/o                    |
| Abaiang (3)             | Teuea Toatu                   | 1.343       | 49,10       | 1.290         | 48,85         | ✔️ Eletta/o                    |
| Abaiang (3)             | Betero Atanibora              | 1.012       | 37,00       | 1.150         | 43,54         | ✔️ Eletta/o                    |
| Abaiang (3)             | Kautu Tenaua                  | 1.080       | 39,49       | 1.060         | 40,14         | —                              |
| Abaiang (3)             | Emil Tuuti                    | 635         | 23,22       | 613           | 23,21         | —                              |
| Abaiang (3)             | Tokintekai Itimaroroa         | 100         | 3,66        | N.D.          | N.D.          | ❌ Non eletta/o (Eliminato/aº) |
| Abemama (2)             | Tokaibure Rabaua              | 1.068       | 56,42       | N.D.          | N.D.          | ✔️ Eletta/o                    |
| Abemama (2)             | Tessie Eria Lambourne         | 961         | 50,77       | N.D.          | N.D.          | ✔️ Eletta/o                    |
| Abemama (2)             | Willie Tokataake              | 875         | 46,42       | N.D.          | N.D.          | ❌ Non eletta/o (Eliminato/aº) |
| Aranuka (1)             | Martin Moreti                 | 406         | 60,87       | N.D.          | N.D.          | ✔️ Eletta/o                    |
| Aranuka (1)             | Tianeti Ioane                 | 192         | 28,79       | N.D.          | N.D.          | ❌ Non eletta/o (Eliminato/aº) |
| Aranuka (1)             | Toom Namron                   | 68          | 10,19       | N.D.          | N.D.          | ❌ Non eletta/o (Eliminato/aº) |
| Arorae (1)              | Niiti Itaaka                  | 188         | 38,29       | 254           | 51,42         | ✔️ Eletta/o                    |
| Arorae (1)              | Koru Tionee Tebakabo          | 195         | 39,71       | 223           | 45,14         | —                              |
| Arorae (1)              | Teima Onorio                  | 107         | 21,79       | 17            | 3,14          | —                              |
| Banaba (1)              | Tibanga Taratai               | 143         | 70,44       | N.D.          | N.D.          | ✔️ Eletta/o                    |
| Banaba (1)              | Pelenise Alofa Maike Pilitati | 60          | 29,56       | N.D.          | N.D.          | ❌ Non eletta/o (Eliminato/aº) |
| Beru (2)                | England Thomas Iuta           | 641         | 55,31       | N.D.          | N.D.          | ✔️ Eletta/o                    |
| Beru (2)                | Tawaria Komwenga              | 603         | 52,03       | N.D.          | N.D.          | ✔️ Eletta/o                    |
| Beru (2)                | Bwatoromaio Kiritian          | 393         | 33,91       | N.D.          | N.D.          | ❌ Non eletta/o (Eliminato/aº) |
| Beru (2)                | Tetabo Nakara                 | 350         | 30,20       | N.D.          | N.D.          | ❌ Non eletta/o (Eliminato/aº) |
| Betio (3)               | Tangariki Reete               | 3.203       | 48,65       | 2.780         | 42,84         | ✔️ Eletta/o                    |
| Betio (3)               | Choy Freddy                   | 2.300       | 34,93       | 2.641         | 40,69         | ✔️ Eletta/o                    |
| Betio (3)               | Tinte Itinteang               | 2.276       | 34,57       | 2.602         | 40,09         | ✔️ Eletta/o                    |
| Betio (3)               | Kataaua Benjamin              | 2.526       | 38,37       | 2.509         | 38,66         | —                              |
| Betio (3)               | Tebao Awerika                 | 1.774       | 26,94       | 1.848         | 28,47         | —                              |
| Betio (3)               | Botika Maitinnara             | 1.546       | 23,48       | N.D.          | N.D.          | ❌ Non eletta/o (Eliminato/aº) |
| Betio (3)               | Tirikai Tiraim                | 262         | 3,98        | N.D.          | N.D.          | ❌ Non eletta/o (Eliminato/aº) |
| Butaritari (2)          | Alexander Teabo               | N.D.        | N.D.        | N.D.          | N.D.          | ✔️ Eletta/o                    |
| Butaritari (2)          | Tinian Reiher                 | N.D.        | N.D.        | N.D.          | N.D.          | ✔️ Eletta/o                    |
| Canton e Kiritimati (3) | Mikarite Temari               | 2.157       | 60,79       | N.D.          | N.D.          | ✔️ Eletta/o                    |
| Canton e Kiritimati (3) | Teribwa Taabe                 | 1.738       | 48,99       | 1.843         | 54,54         | ✔️ Eletta/o                    |
| Canton e Kiritimati (3) | Jacob Teem                    | 1.640       | 46,22       | 1.594         | 47,17         | ✔️ Eletta/o                    |
| Canton e Kiritimati (3) | Bakaia Kiabo                  | 958         | 27,00       | 1.151         | 34,06         | —                              |
| Canton e Kiritimati (3) | Rabaere Matai                 | 236         | 6,65        | N.D.          | N.D.          | ❌ Non eletta/o (Eliminato/aº) |
| Canton e Kiritimati (3) | Kaitibo Timon                 | 204         | 5,75        | N.D.          | N.D.          | ❌ Non eletta/o (Eliminato/aº) |
| Canton e Kiritimati (3) | Kaitama Toroto                | 154         | 4,34        | N.D.          | N.D.          | ❌ Non eletta/o (Eliminato/aº) |
| Kuria (1)               | Banuera Berina                | 283         | 44,15       | 325           | 50,47         | ✔️ Eletta/o                    |
| Kuria (1)               | Tom Murdoch                   | 260         | 40,56       | 314           | 48,76         | —                              |
| Kuria (1)               | Moote Kabure                  | 93          | 14,51       | N.D.          | N.D.          | ❌ Non eletta/o (Ritirato/aº)  |
| Maiana (2)              | Ruta Teretia Babo             | 663         | 56,28       | N.D.          | N.D.          | ✔️ Eletta/o                    |
| Maiana (2)              | Koraubati Remuera             | 595         | 50,51       | N.D.          | N.D.          | ✔️ Eletta/o                    |
| Maiana (2)              | David Collins                 | 456         | 38,71       | N.D.          | N.D.          | ❌ Non eletta/o (Eliminato/aº) |
| Maiana (2)              | Vincent Tong                  | 323         | 27,42       | N.D.          | N.D.          | ❌ Non eletta/o (Eliminato/aº) |
| Makin (2)               | Pinto Katia                   | 632         | 63,52       | N.D.          | N.D.          | ✔️ Eletta/o                    |
| Makin (2)               | Auria Kitina                  | 626         | 62,91       | N.D.          | N.D.          | ✔️ Eletta/o                    |
| Makin (2)               | James Taom                    | 316         | 31,76       | N.D.          | N.D.          | ❌ Non eletta/o (Eliminato/aº) |
| Makin (2)               | Bwaaio Borauea                | 90          | 9,05        | N.D.          | N.D.          | ❌ Non eletta/o (Eliminato/aº) |
| Makin (2)               | Karea Paul Chen Baireti       | 69          | 6,93        | N.D.          | N.D.          | ❌ Non eletta/o (Eliminato/aº) |
| Marakei (2)             | Ruateki Tekaiara              | 824         | 59,80       | N.D.          | N.D.          | ✔️ Eletta/o                    |
| Marakei (2)             | Moannata Ientaake             | 679         | 49,27       | 773           | 56,59         | ✔️ Eletta/o                    |
| Marakei (2)             | Burentoun Atanrika            | 424         | 30,77       | 386           | 28,26         | —                              |
| Marakei (2)             | Tokantekai Bakineti           | 261         | 18,94       | 204           | 14,93         | —                              |
| Marakei (2)             | Atunuea Tiree                 | 104         | 7,55        | N.D.          | N.D.          | ❌ Non eletta/o (Eliminato/aº) |
| Nikunau (2)             | Ribanataake Tiwau             | 821         | 75,11       | N.D.          | N.D.          | ✔️ Eletta/o                    |
| Nikunau (2)             | Tauanei Marea                 | 623         | 57,00       | N.D.          | N.D.          | ✔️ Eletta/o                    |
| Nikunau (2)             | Taitii Waitie                 | 399         | 36,51       | N.D.          | N.D.          | ❌ Non eletta/o (Eliminato/aº) |
| Nikunau (2)             | Joshua Tinga                  | 143         | 13,08       | N.D.          | N.D.          | ❌ Non eletta/o (Eliminato/aº) |
| Nonouti (2)             | Dennis Waysang                | 782         | 56,02       | N.D.          | N.D.          | ✔️ Eletta/o                    |
| Nonouti (2)             | Ieremia Tabai                 | 592         | 42,41       | 570           | 43,02         | ✔️ Eletta/o                    |
| Nonouti (2)             | Atanteora Beiatau             | 471         | 33,74       | 493           | 37,21         | —                              |
| Nonouti (2)             | Karuaki Maritino Matia        | 243         | 17,41       | 255           | 19,25         | —                              |
| Nonouti (2)             | Miriah Waysang Kum Kee        | 194         | 13,90       | N.D.          | N.D.          | ❌ Non eletta/o (Eliminato/aº) |
| Onotoa (2)              | Taneti Maamau                 | 688         | 82,72       | N.D.          | N.D.          | ✔️ Eletta/o                    |
| Onotoa (2)              | Riteta Iorome                 | 313         | 37,67       | 367           | 44,11         | ✔️ Eletta/o                    |
| Onotoa (2)              | Taiaki Irata                  | 281         | 33,81       | 360           | 43,27         | —                              |
| Onotoa (2)              | Baraniko Eromanga             | 146         | 17,57       | 101           | 12,14         | —                              |
| Onotoa (2)              | Kouraiti Beniato              | 75          | 9,03        | N.D.          | N.D.          | ❌ Non eletta/o (Eliminato/aº) |
| Tabiteuea Nord (2)      | Taberannang Timeon            | 1.084       | 57,17       | N.D.          | N.D.          | ✔️ Eletta/o                    |
| Tabiteuea Nord (2)      | Tarakabu Martin Tofinga       | 814         | 44,13       | 958           | 52,44         | ✔️ Eletta/o                    |
| Tabiteuea Nord (2)      | Ruria Iteraera                | 500         | 27,29       | 761           | 41,71         | —                              |
| Tabiteuea Nord (2)      | Teabi Tekeaa                  | 321         | 17,52       | 103           | 5,64          | —                              |
| Tabiteuea Nord (2)      | Taoing Teaiwa Taoaba          | 73          | 3,98        | N.D.          | N.D.          | ❌ Non eletta/o (Eliminato/aº) |
| Tabiteuea Nord (2)      | Bwereti Teriakai              | 25          | 1,36        | N.D.          | N.D.          | ❌ Non eletta/o (Eliminato/aº) |
| Tabiteuea Sud (1)       | Bootii Nauan                  | N.D.        | N.D.        | N.D.          | N.D.          | ✔️ Eletta/o                    |
| Tamana (1)              | Tekeeua Tarati                | N.D.        | N.D.        | N.D.          | N.D.          | ✔️ Eletta/o                    |
| Tabuaeran (2)           | Kaotitaake Kokoria            | 665         | 63,09       | N.D.          | N.D.          | ✔️ Eletta/o                    |
| Tabuaeran (2)           | Matanga Aran                  | 491         | 46,58       | 693           | 66,25         | ✔️ Eletta/o                    |
| Tabuaeran (2)           | Arawaia Tiira Redfern         | 150         | 14,23       | 190           | 18,16         | —                              |
| Tabuaeran (2)           | Rubeiti Eria                  | 290         | 27,51       | 161           | 15,39         | —                              |
| Tabuaeran (2)           | Marouea Kamraratu             | 109         | 10,34       | N.D.          | N.D.          | ❌ Non eletta/o (Eliminato/aº) |
| Tabuaeran (2)           | Tewaaki Kobae                 | 101         | 9,58        | N.D.          | N.D.          | ❌ Non eletta/o (Eliminato/aº) |
| Tabuaeran (2)           | Teraawati Kinta               | 50          | 4,74        | N.D.          | N.D.          | ❌ Non eletta/o (Eliminato/aº) |
| Tarawa Nord (3)         | Harry Tekaiti                 | 1.826       | 50,33       | N.D.          | N.D.          | ✔️ Eletta/o                    |
| Tarawa Nord (3)         | Terieta Mwemwenikeaki         | 1.612       | 44,43       | 1.843         | 51,02         | ✔️ Eletta/o                    |
| Tarawa Nord (3)         | Tonganibeia Buraieta Koakoa   | 1.757       | 48,43       | 1.820         | 50,39         | ✔️ Eletta/o                    |
| Tarawa Nord (3)         | Boutu Bateriki                | 1.243       | 34,26       | 1.405         | 38,90         | —                              |
| Tarawa Nord (3)         | Atarake T. Natara             | 425         | 11,71       | 147           | 4,07          | —                              |
| Tarawa Sud (3)          | Birimaka Tekanene             | 3.211       | 25,48       | 5.670         | 46,97         | ✔️ Eletta/o                    |
| Tarawa Sud (3)          | Tebuai Uaai                   | 3.689       | 29,27       | 4.709         | 39,01         | ✔️ Eletta/o                    |
| Tarawa Sud (3)          | Ruth Maryanne Cross Kwansing  | 3.410       | 27,06       | 4.667         | 38,66         | ✔️ Eletta/o                    |
| Tarawa Sud (3)          | Taabeta Amuera Teakai         | 3.227       | 25,61       | 4.587         | 38,00         | —                              |
| Tarawa Sud (3)          | Taoaba Kaiea                  | 2.816       | 22,35       | 3.817         | 31,62         | —                              |
| Tarawa Sud (3)          | Harry Tong                    | 2.626       | 20,84       | N.D.          | N.D.          | ❌ Non eletta/o (Eliminato/aº) |
| Tarawa Sud (3)          | Ngaina Roniti Teiwaki         | 1.104       | 8,76        | N.D.          | N.D.          | ❌ Non eletta/o (Eliminato/aº) |
| Tarawa Sud (3)          | Natan Teewe                   | 1.019       | 8,09        | N.D.          | N.D.          | ❌ Non eletta/o (Eliminato/aº) |
| Tarawa Sud (3)          | Ruatu Titaake                 | 982         | 7,79        | N.D.          | N.D.          | ❌ Non eletta/o (Eliminato/aº) |
| Tarawa Sud (3)          | Akineti Moataake              | 918         | 7,28        | N.D.          | N.D.          | ❌ Non eletta/o (Eliminato/aº) |
| Tarawa Sud (3)          | Tekeeua Kauongo               | 566         | 4,49        | N.D.          | N.D.          | ❌ Non eletta/o (Eliminato/aº) |
| Tarawa Sud (3)          | Baantarawa Ietimeta           | 546         | 4,33        | N.D.          | N.D.          | ❌ Non eletta/o (Eliminato/aº) |
| Tarawa Sud (3)          | Terabwena Taomati             | 546         | 4,33        | N.D.          | N.D.          | ❌ Non eletta/o (Eliminato/aº) |
| Tarawa Sud (3)          | Taabia Kabaua                 | 507         | 4,02        | N.D.          | N.D.          | ❌ Non eletta/o (Eliminato/aº) |
| Tarawa Sud (3)          | Kairao Bauea                  | 349         | 2,77        | N.D.          | N.D.          | ❌ Non eletta/o (Eliminato/aº) |
| Tarawa Sud (3)          | Ioane Kireon                  | 311         | 2,47        | N.D.          | N.D.          | ❌ Non eletta/o (Eliminato/aº) |
| Tarawa Sud (3)          | Kaiboia Ubaitoi               | 204         | 1,62        | N.D.          | N.D.          | ❌ Non eletta/o (Eliminato/aº) |
| Tarawa Sud (3)          | Brock Neti                    | 197         | 1,56        | N.D.          | N.D.          | ❌ Non eletta/o (Eliminato/aº) |
| Tarawa Sud (3)          | Beniera Kaitia                | 161         | 1,28        | N.D.          | N.D.          | ❌ Non eletta/o (Eliminato/aº) |
| Tarawa Sud (3)          | Erimeta Barako                | 149         | 1,18        | N.D.          | N.D.          | ❌ Non eletta/o (Eliminato/aº) |
| Tarawa Sud (3)          | Ramanibina Titau              | 110         | 0,87        | N.D.          | N.D.          | ❌ Non eletta/o (Eliminato/aº) |
| Tarawa Sud (3)          | Teweti Toare                  | 109         | 0,86        | N.D.          | N.D.          | ❌ Non eletta/o (Eliminato/aº) |
| Teraina (1)             | Bautaake Beia                 | 536         | 63,06       | N.D.          | N.D.          | ✔️ Eletta/o                    |
| Teraina (1)             | Tione Teraoi Moy              | 160         | 18,82       | N.D.          | N.D.          | ❌ Non eletta/o (Eliminato/aº) |
| Teraina (1)             | Nantongo Timeon               | 149         | 17,53       | N.D.          | N.D.          | ❌ Non eletta/o (Eliminato/aº) |
| Totale                  | Totale                        | 44.611      | 100         | 35.627        | 100           |                                |
| Schede nulle            | Schede nulle                  | 147         | 0,33        | 101           | 0,28          |                                |
| Votanti                 | Votanti                       | 44.758      | 87,14       | 35.728        | 83,52         |                                |
| Elettori                | Elettori                      | 51.362      |             | 42.776        |               |                                |

### Elezioni presidenziali
Grazie alla supermaggioranza ottenuta dal Tobwaan Kiribati Party (TKP) alle elezioni parlamentari e visto che la nomina dei candidati da porre successivamente al voto della cittadinanza sulla scheda elettorale è attuata, si è detto, direttamente dal neo-eletto Maneaba ni Maungatabu, a questa tornata elettorale sono stati bloccati preventivamente dal partito al governo tutti i candidati d’opposizione, mentre sono stati nominati altri due candidati “fantoccio” al fine di rispettare il dettato normativo, ma far al contempo riottenere facilmente il mandato al Presidente uscente, Taneti Maamau.
Tale mossa, tuttavia, ha presto portato a forti contestazioni da parte del Boutokaan Kiribati Moa Party (BKMP) all’opposizione, che ha accusato la maggioranza di aver reso il paese uno stato monopartitico, invitando così al boicottaggio del voto sia parlamentare che popolare.
Di seguito l’esito del voto popolare:
| Taneti Maamau      | Tobwaan Kiribati Party (TKP) | 20 676 | 55,05 |  |  |  |  |  |
| Kaotitaake Kokoria | Indipendente                 | 15 787 | 42,03 |  |  |  |  |  |
| Bautaake Beia      | Tobwaan Kiribati Party (TKP) | 1 094  | 2,91  |  |  |  |  |  |
| Totale             | Totale                       | 37 557 | 100   |  |  |  |  |  |
|                    |                              |        |       |  |  |  |  |  |
| Voti non validi    | Voti non validi              | 114    | 0,30  |  |  |  |  |  |
| Votanti            | Votanti                      | 37 671 | 68,77 |  |  |  |  |  |
| Elettori           | Elettori                     | 54 776 |       |  |  |  |  |  |